# امیکرون مار

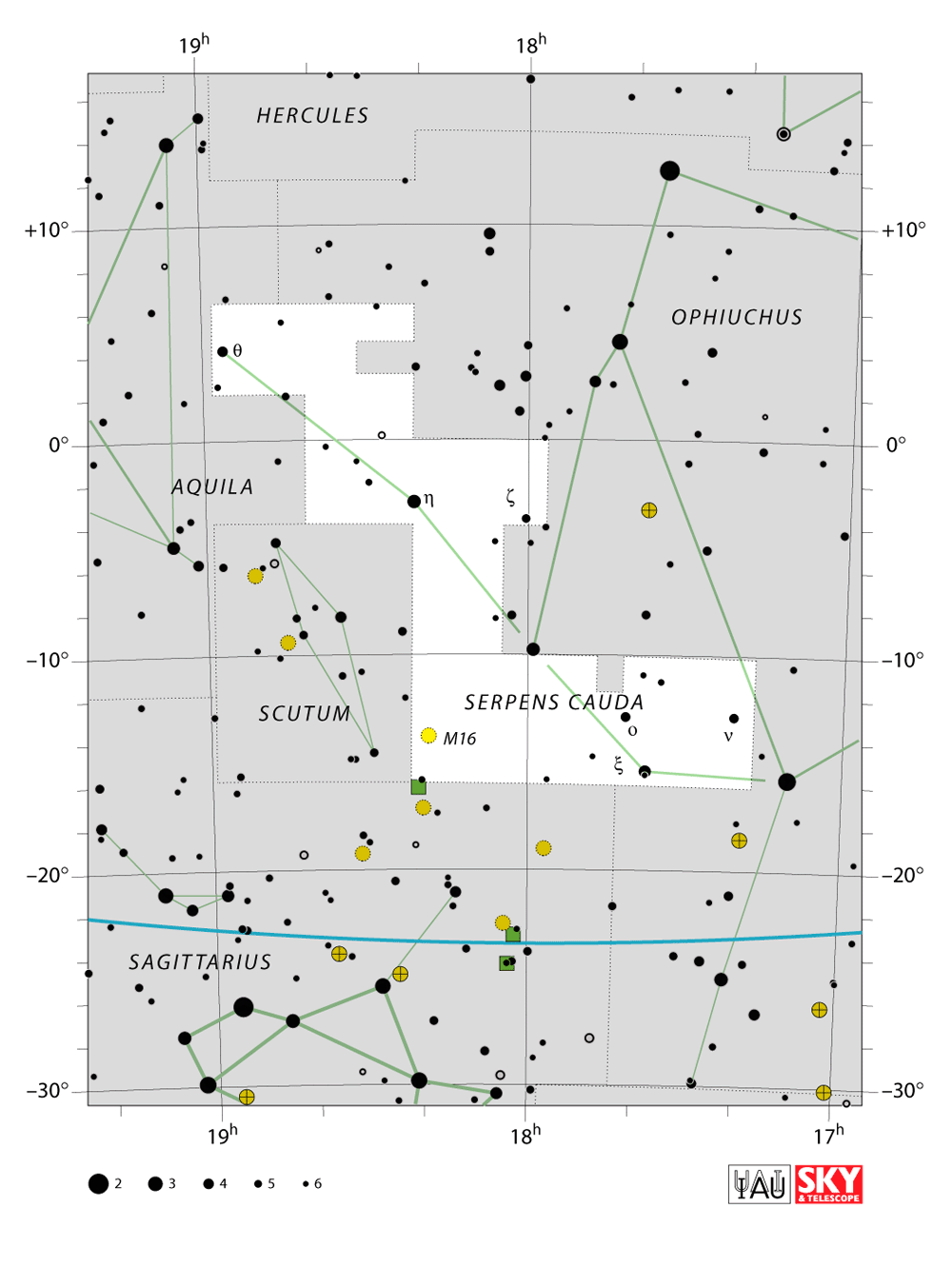
توضیحات:تصویر شکل اتحادیه بین المللی نجوم برای صورت فلکی مار دمی.

امیکرون مار یک ستاره است که در صورت فلکی مار قرار دارد.